# François Joseph Verhaegen
François Joseph Verhaegen, né à Bruxelles le 1er août 1800 et mort dans sa ville natale le 18 mars 1848, est un jurisconsulte et avocat belge près la Cour de cassation.

## Biographie
François Joseph Verhaegen est le fils de Pierre Verhaegen et de Jeanne Schuermans et frère de Théodore Verhaegen, fondateur de l'Université libre de Bruxelles.
Il fait ses études à l'Université d'État de Louvain d'où il sort docteur en droit le 15 mars 1832.
Il a épousé Marie-Élisabeth Boels mais n'eut aucune descendance.
Devenu avocat à Bruxelles après avoir prêté serment le 30 mars 1820 et être devenu membre du conseil de l'Ordre, il devient par arrêté royal du 17 novembre 1832 avocat à la Cour de cassation, avec Antoine Bemelmans, Pierre Sanfourche-Laporte, Adolphe Bosquet ou Henri Marcelis. François Joseph Verhaegen exerca sa fonction jusqu'à sa mort en 1848. Il fut alors remplacé par Auguste Orts.
Il est souvent nommé dans la littérature juridique sous le nom de Verhaegen jeune, afin de la distinguer de son frère Verhaegen aîné.
Il était membre de la Société des douze.

## Ses publications
- 1820: Dissertatio inauguralis juridica de morte civili et de sceleris communione jure criminali novissimo, Louvain, 1820.